# Bamlak Tessema Weyesa
Bamlak Tessema Weyesa (* 30. prosince 1980) je fotbalový rozhodčí z Etiopie.

## Život
Bamlak Tessema Weyesa se narodil 30. prosince 1980 v Addis Abebě v Etiopii.
Roku 2009 se stal mezinárodním rozhodčím FIFA. Soudcoval zápasy na Kvalifikaci na Mistrovství světa ve fotbale 2014 v africké zóně nebo na Mistrovství světa ve fotbale 2018 v Rusku.